# Ranunculus transiliensis
Ranunculus transiliensis är en ranunkelväxtart som beskrevs av Mikhail Grigoríevič Popov och Pavel Nikolaevich Ovczinnikov. Ranunculus transiliensis ingår i släktet ranunkler, och familjen ranunkelväxter. Inga underarter finns listade i Catalogue of Life.